# Stazione di Dongdaegu
La stazione di Dongdaegu (동대구역 - 東大邱驛 Dongdaegu-yeok) è una stazione ferroviaria di Daegu, si trova nel quartiere di Dong-gu ed è la stazione che serve i treni KTX dell'alta velocità coreana.

## Linee
Korail
- Linea Gyeongbu
- Linea Daegu
- Linea KTX Gyeongbu (Alta Velocità)

## Stazioni adiacenti
| «              | Servizio      | »            |
| KTX Gyeongbu   | KTX Gyeongbu  | KTX Gyeongbu |
| -------------- | ------------- | ------------ |
| Gimcheon-Gumi  | Linea veloce  | Gyeongju     |
| Gimcheon-Gumi  | Linea storica | Miryang      |
| Linea Gyeongbu |               |              |
| Daegu          | Nuriro        | Gyeongsan    |
| Linea 1        |               |              |
| Sincheon       | -             | Keungogae    |